# إثيل جاكسون
إثيل جاكسون (بالإنجليزية: Ethel Jackson) هي ممثلة أمريكية، ولدت في 1 نوفمبر 1877 في برلين في ألمانيا، وتوفيت في 23 نوفمبر 1957 في فيينا في النمسا.

## وصلات خارجية
- إثيل جاكسون على موقع IMDb (الإنجليزية)
- إثيل جاكسون على موقع قاعدة بيانات برودواي على الإنترنت (الإنجليزية)